# The Recession 2
The Recession 2 è il decimo album in studio del rapper statunitense Jeezy, pubblicato nel 2020.

## Tracce
1. Oh Lord (featuring Tamika Mallory) – 3:03
2. Here We Go – 3:00
3. Modern Day – 2:58
4. Back (featuring Yo Gotti) – 3:08
5. Da Ghetto (featuring E-40) – 2:58
6. Niggaz – 2:44
7. Death of Me – 3:51
8. Stimulus Check – 2:43
9. My Reputation (featuring Demi Lovato & Lil Duval) – 3:43
10. The Glory (featuring Ne-Yo) – 3:10
11. Live and Die – 2:59
12. Praying Right – 3:05
13. Therapy for My Soul – 4:17
14. Almighty Black Dollar (featuring Rick Ross) – 2:49
15. The Kingdom – 3:18